# Titularbistum Camplum
Camplum (ital.: Campli) ist ein Titularbistum der römisch-katholischen Kirche. 
Es geht zurück auf einen früheren Bischofssitz in der Stadt Campli, die sich in der italienischen Region Abruzzen befindet.
| Titularbischöfe von Camplum |                              |                                                                               |                   |               |
| Nr.                         | Name                         | Amt                                                                           | von               | bis           |
| 1                           | Giuseppe Martinoli           | Apostolischer Administrator von Lugano (Schweiz)                              | 30. Juli 1968     | 8. März 1971  |
| 2                           | Celso Pereira de Almeida OP  | Weihbischof in Porto Nacional Koadjutorbischof von Porto Nacional (Brasilien) | 31. Januar 1972   | 5. Mai 1976   |
| 3                           | Luigi del Gallo Roccagiovine | Kurienbischof                                                                 | 20. Dezember 1982 | 12. Mai 2011  |
| 4                           | Denis Grondin                | Weihbischof in Québec (Kanada)                                                | 12. Dezember 2011 | 4. Mai 2015   |
| 5                           | Benedictus Son Hee-Song      | Weihbischof in Seoul (Südkorea)                                               | 14. Juli 2015     | 13. März 2024 |
| 6                           | Renato Tarantelli Baccari    | Weihbischof und Vizegerent in Rom (Italien)                                   | 21. Dezember 2024 |               |